# Frielas

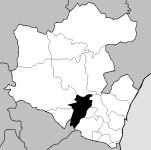
Lage der Gemeinde Frielas im Kreis Loures

Frielas ist eine portugiesische Gemeinde (freguesia) im Kreis Loures. Die Gemeinde ist 5,6 km² groß und hat 2166 Einwohner (Stand 30. Juni 2011).

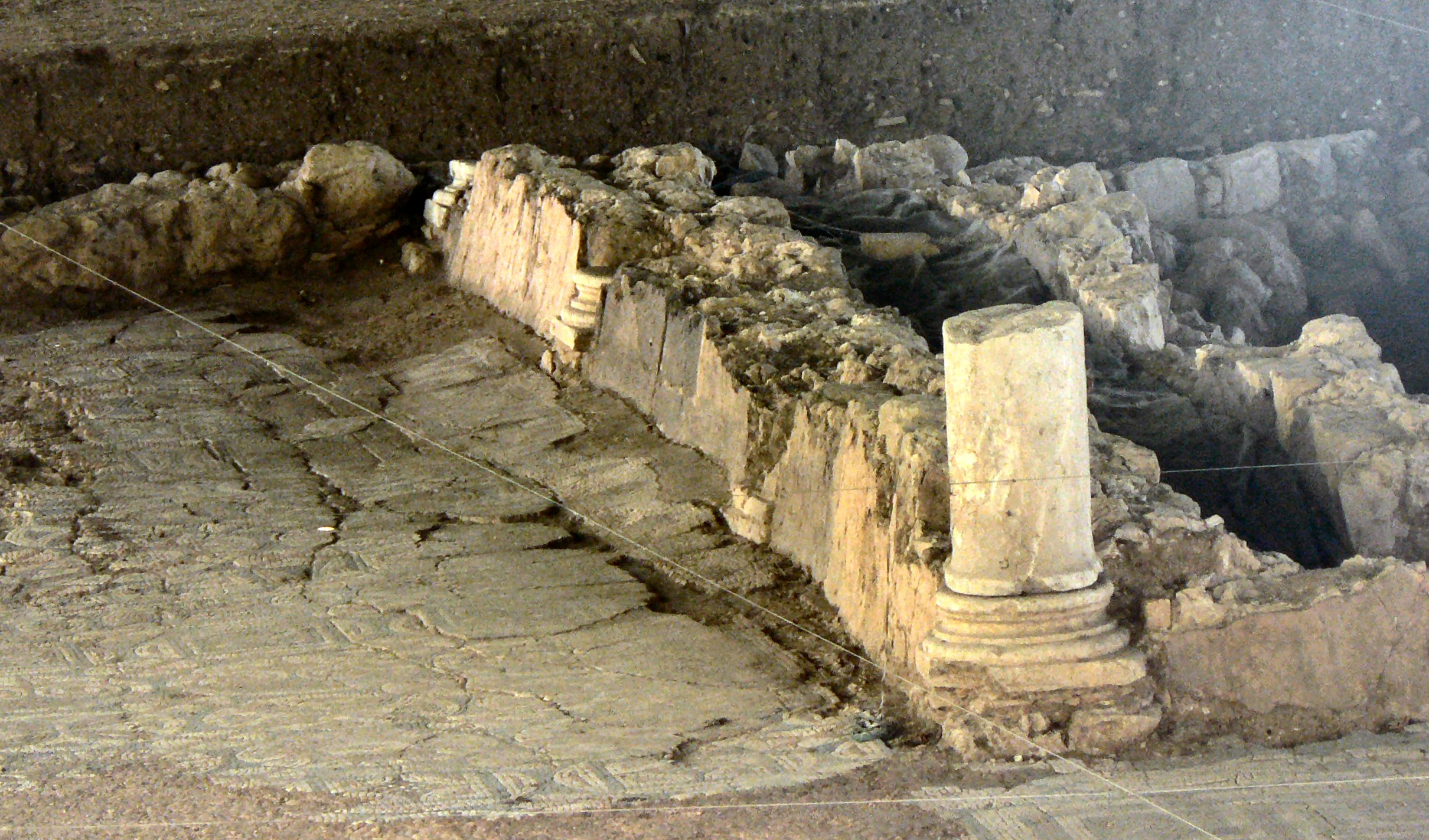
In der römischen Ausgrabungsstätte Estação Arqueológica de Frielas

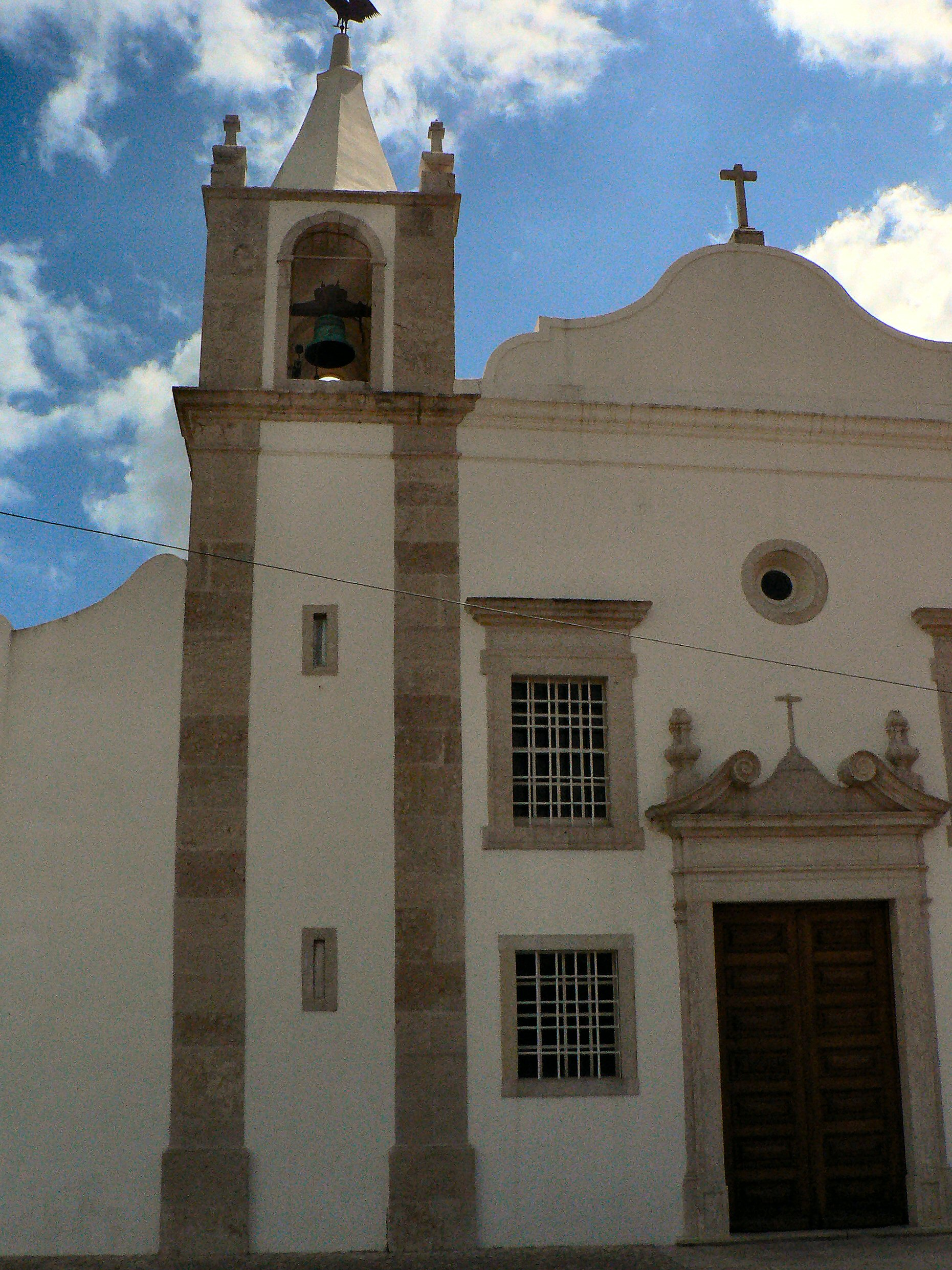
Die Gemeindekirche Igreja Matriz de Frielas

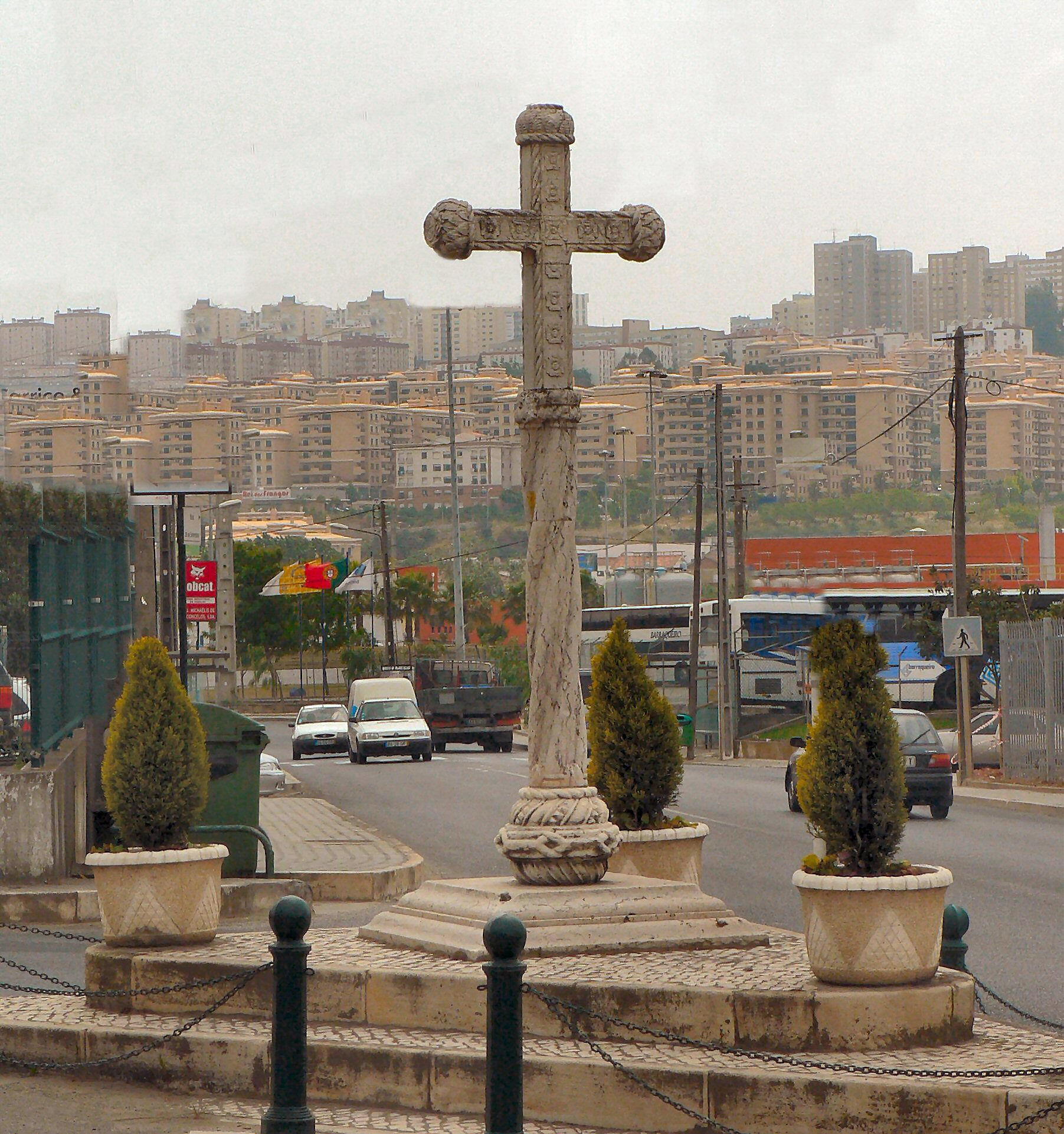
Kreuz aus dem 16. Jahrhundert

## Geschichte
Nachdem sich D.Afonso III. im 13. Jahrhundert hier häufig aufgehalten hatte, errichtete sein Sohn, König Dinis, hier ein Anwesen, und verbrachte ebenso einige Zeit in Frielas.
2012 feierte Frielas sein 485. Jubiläum.

## Kultur und Sehenswürdigkeiten
Unter den acht denkmalgeschützten Gebäuden und Orten der Gemeinde befindet sich u. a. eine römische Ausgrabungsstätte, die Ruinen des 1309 errichteten königlichen Anwesens Paço Real de Frielas, und ein manuelinisches Kreuz aus Kalkstein.
Das 2009 für eine Million Euro neuerrichtete soziale Zentrum der Gemeinde beherbergt u. a. ein Altenpflegeheim und Einrichtungen der Jugendarbeit.

## Bevölkerungsentwicklung
| Bevölkerungsentwicklung in Frielas (1862–2011) | Bevölkerungsentwicklung in Frielas (1862–2011) | Bevölkerungsentwicklung in Frielas (1862–2011) | Bevölkerungsentwicklung in Frielas (1862–2011) | Bevölkerungsentwicklung in Frielas (1862–2011) | Bevölkerungsentwicklung in Frielas (1862–2011) | Bevölkerungsentwicklung in Frielas (1862–2011) | Bevölkerungsentwicklung in Frielas (1862–2011) | Bevölkerungsentwicklung in Frielas (1862–2011) | Bevölkerungsentwicklung in Frielas (1862–2011) |
| ---------------------------------------------- | ---------------------------------------------- | ---------------------------------------------- | ---------------------------------------------- | ---------------------------------------------- | ---------------------------------------------- | ---------------------------------------------- | ---------------------------------------------- | ---------------------------------------------- | ---------------------------------------------- |
| 1862                                           | 1864                                           | 1890                                           | 1900                                           | 1911                                           | 1920                                           | 1930                                           | 1991                                           | 2001                                           | 2011                                           |
| 258                                            | 245                                            | 286                                            | 281                                            | 330                                            | 319                                            | 312                                            | 1 462                                          | 2 676                                          | 2 171                                          |

## Wirtschaft
Eine Reihe Unternehmen u. a. des Baugewerbes, der Metall- und Holzverarbeitung, und der Nahrungsmittelindustrie sind hier angesiedelt. Auch der Handel hat hier Bedeutung, so ist hier eine der zwei IKEA-Niederlassungen im Großraum Lissabon zu finden.